# Franz Halder
Franz Halder (Wurzburgo; Imperio alemán, 30 de junio de 1884-Aschau im Chiemgau, Alemania Occidental, 2 de abril de 1972) fue un coronel general (Generaloberst) alemán, jefe de Estado Mayor General del Alto Mando del Ejército (OKH) en la Alemania nazi desde 1938 hasta septiembre de 1942. Durante la Segunda Guerra Mundial, dirigió la planificación y ejecución de la Operación Barbarroja, la invasión de la Unión Soviética en 1941. Halder jugó un papel decisivo en la radicalización de la guerra en el frente oriental. Hizo que su personal redactara tanto la Orden de los Comisarios (emitida el 6 de junio de 1941) como el Decreto Barbarroja (firmado el 13 de mayo de 1941) que permitía a los soldados alemanes ejecutar a ciudadanos soviéticos por cualquier motivo sin temor a un procesamiento posterior, lo que condujo a numerosos crímenes de guerra y atrocidades durante la campaña. Después de la guerra, tuvo un papel decisivo en el desarrollo del «mito de la Wehrmacht inocente».
Halder comenzó su servicio militar en 1914. En 1937 conoció y se convirtió en un leal partidario de Adolf Hitler. Participó en la planificación estratégica de la invasión alemana de Polonia en 1939. Los planes autorizaban a las SS a realizar tareas de seguridad, en nombre del ejército, que incluían el encarcelamiento o la ejecución de polacos. En julio de 1940 comenzó a planificar la invasión alemana de la Unión Soviética, denominada operación Barbarroja, iniciada el 22 de junio de 1941. Ese verano, Halder se enfrentó a una larga y divisiva disputa con Hitler sobre estrategia. Este lo destituyó del mando en septiembre de 1942. Después del complot del 20 de julio de 1944 para asesinar a Hitler, fue arrestado cuando salió a la luz que había estado involucrado en un complot anterior, lo que lo llevó a su encarcelamiento. Como jefe del Estado Mayor del OKH, había tomado notas extensas, que luego se publicaron con el título de «The Halder Diaries».
Después de la Segunda Guerra Mundial, trabajó como consultor principal de la División Histórica del Ejército de los Estados Unidos supervisando la redacción de más de 2500 documentos históricos por 700 exoficiales nazis, a quienes instruyó para eliminar material perjudicial para la imagen de las fuerzas armadas alemanas. Halder utilizó su influencia para fomentar una historia falsa del conflicto germano-soviético en el que el ejército alemán libró una «guerra noble» y que negó sus crímenes de guerra. El ejército estadounidense pasó por alto su disculpa porque el grupo de Halder estaba proporcionando información militar sobre la Unión Soviética que consideraba importante a la luz de la Guerra Fría. Halder logró su objetivo de exonerar al ejército alemán: primero con el ejército estadounidense, luego entre círculos cada vez más amplios de políticos y, finalmente, en la cultura popular estadounidense. En 1961, fue condecorado con el Premio al Servicio Civil Meritorio, convirtiéndose en el único alemán en ser condecorado tanto por Hitler como por un presidente estadounidense. Los elogios que recibió contrastaban marcadamente con la realidad de su carrera militar y las atrocidades cometidas en el Frente Oriental.

## Inicios
Franz Halder nació el 30 de junio de 1884 en Wurzburgo en el actual estado de Baviera, en el seno de una familia de antigua tradición militar; de hecho, su padre era general. En 1902 se alistó en el 3.º Regimiento Real Bávaro de Artillería, y luego de dos años alcanzó el grado de teniente. Entre 1906 y 1907 asistió a la Escuela de Artillería en Múnich. Entre 1911 y 1912 asistió al Colegio de Oficiales en Baviera, donde alcanzó el rango de teniente primero el último año.
Al inicio de la Primera Guerra Mundial se desempeñó como oficial de armamento y material en el III Cuerpo Bávaro de Infantería. Para 1915 formaba parte del Estado Mayor de la 6.ª División Bávara, siendo ascendido a capitán poco después. En 1917 sirvió en los II y IV ejércitos. Después fue transferido sucesivamente a la División de Caballería Bávara, al Cuartel General del Comandante en Jefe del frente oriental, al Cuartel General del XV Cuerpo de Reserva y finalmente al Grupo de Ejércitos Príncipe Ruperto de Baviera.
Después de ser un oficial adjunto en el Alto Mando Bávaro, el capitán Halder fue destinado a la sección de entrenamiento de la Reichswehr en 1919, ya finalizada la guerra. Durante estos tumultuosos años de la posguerra, frecuentó la compañía de algunos de los futuros líderes nazis, entre los que destacan Ernst Röhm. En 1923 alcanzó el rango de mayor. Entre 1927 y 1929 ejerció el cargo de director general del Entrenamiento de Oficiales en Múnich. En 1929 fue promovido a teniente coronel. En 1931 fue nombrado Jefe del Estado Mayor del Distrito Militar de Westfalia, y poco después fue ascendido a coronel. En 1935, ya como mayor general, comandó la 7.ª División de Infantería.
En 1936 fue nombrado teniente general y el 1 de febrero de 1938, ascendió a general de artillería. el 1 de septiembre, fue nombrado Jefe del Estado Mayor General del Alto Mando del Ejército o OKH. En sustitución del general Ludwig Beck, quien había dimitido el 18 de agosto en medio de la crisis de los Sudetes. Halder era un típico oficial prusiano, monárquico y devoto cristiano, era otro de los generales alemanes que no sentían un especial aprecio por los nazis. Por dicha razón, al enterarse de su nombramiento, sopesó rechazarlo creía que dicho puesto debería ocuparlo alguien más afín a los nazis como Erich von Manstein, pero Walter von Brauchitsch —el comandante en jefe del Ejército (Oberkommando des Heeres u OKH)— que había tenido problemas con Manstein en el pasado, lo convenció para que aceptara.

## Conspiración de Zossen (1938)

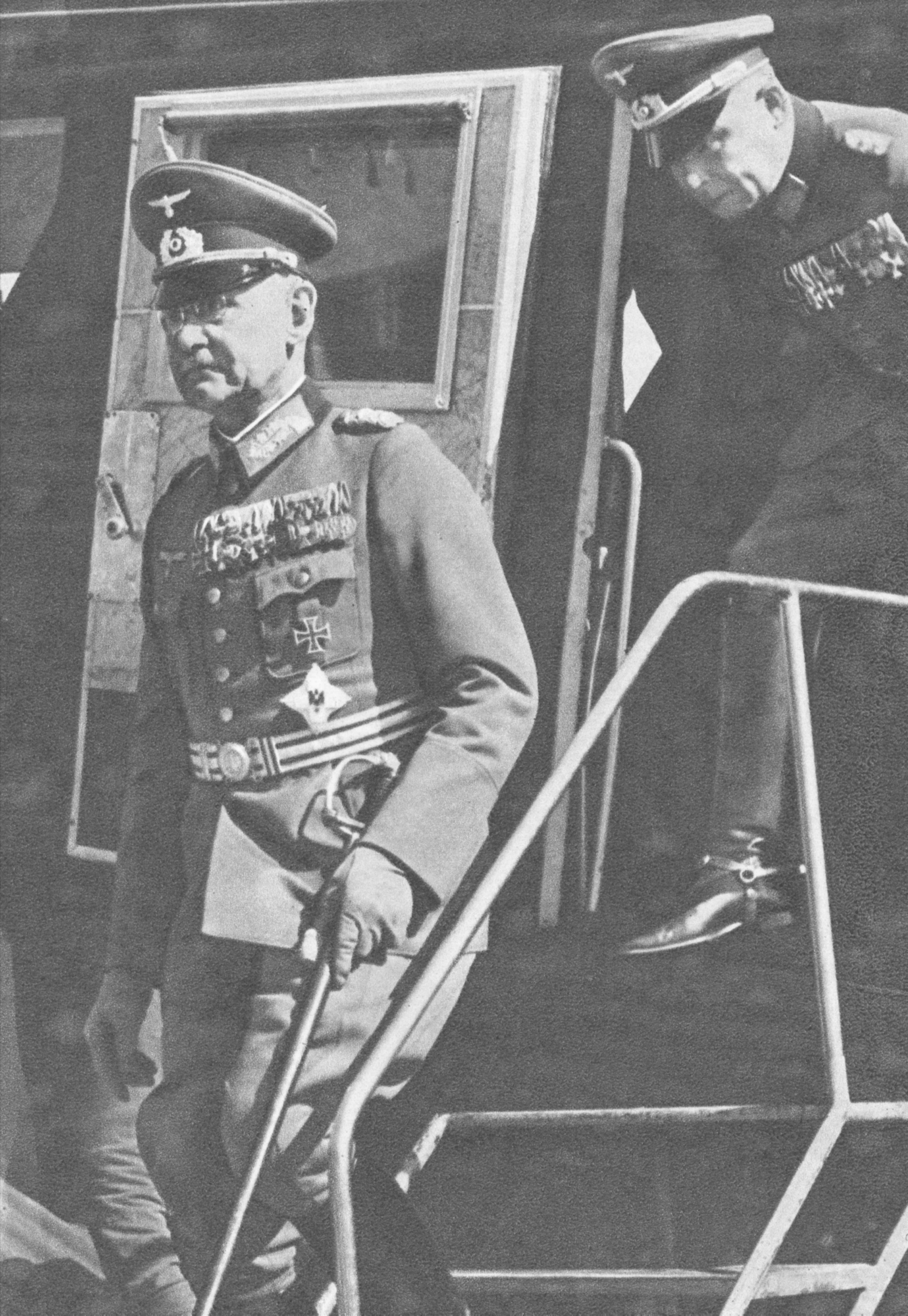
El general Halder, descendiendo del avión en el aeropuerto de Malmi al comienzo de su visita a Finlandia en 1941.

Después de la facilidad con la que la Alemania nazi se había anexionado Austria, un envalentonado Hitler ordenó a Wilhelm Keitel, comandante del Oberkommando der Wehrmacht (OKW), que preparara los planes necesarios para atacar Checoslovaquia, el plan resultante conocido como Plan Verde (en alemán, Fall Grün), firmado por Hitler el 28 de mayo de 1938, empezaba «Es mi decisión inalterable aplastar Checoslovaquia por medio de una acción militar en el futuro cercano». Sin embargo, los principales líderes militares alemanes, no compartían la confianza de Hitler en una sencilla operación militar contra Checoslovaquia, creían que las potencias occidentales (Inglaterra y Francia) no se quedarían con los brazos cruzados, como habían hecho en Austria. «Un ataque a Checoslovaquia —dijo Ludwig Beck—, implicaría de inmediato en el conflicto a Francia y Gran Bretaña. El resultado sería una catástrofe general para Alemania, no solo una derrota militar».
Beck, instó a Walther von Brauchitsch para que organizara una especie de pronunciamiento militar, donde los principales líderes militares debían dimitir en bloque para así frustrar los planes de Hitler de invadir Checoslovaquia. Aunque Brauchitsch consideraba Fall Grün como una locura, su gran miedo a Hitler le impidió actuar «¿Por qué, en nombre del cielo, de entre todos los hombres del mundo, tenía que ser a mí a quien pidieran actuar contra Hitler?», preguntaría más tarde.
Debido a la incapacidad de su superior para actuar contra Hitler, el 21 de agosto de 1938, Beck presentó su dimisión que fue rápidamente aceptada por Hitler. Seis días más tarde entregó su puesto a su antiguo ayudante Frank Halder, al recordar como solo unos meses antes había rechazado las súplicas de Halder de alzarse contra Hitler, le confesó: «Ahora comprendo que tenía usted razón». Una vez fuera del ejército Beck contactó con el coronel Hans Oster, jefe de Estado Mayor de la Abwehr (inteligencia militar). Oster aceptó participar en la conjura porque odiaba profundamente a Hitler y a los nazis, después de que su íntimo amigo Ferdinand von Bredow, fuera asesinado durante la Noche de los cuchillos largos en 1934. Oster serviría de enlace entre Wilhelm Canaris Jefe de la Abwehr y los conspiradores militares dirigidos por Beck.
El sucesor de Beck como Jefe del Estado Mayor del Alto Mando del Ejército Alemán (OKH), el mayor general Franz Halder, sería el encargado de iniciar el complot. Los planes de los conspiradores preveían que Halder debía informar, con dos días de antelación, de la orden de Hitler para atacar Checoslovaquia. Una vez que se tuviera la confirmación del ataque, el general Walther von Brauchitsch, comandante del Distrito Militar de Berlín, arrestaría a Hitler, se nombraría un gobierno provisional dirigido por Beck, y Hitler sería juzgado por traición a la patria.
Cuando todo estaba listo para entrar en acción, el plan de los conspiradores fracasó, debido principalmente a que Neville Chamberlain, primer ministro británico, había aceptado reunirse con Hitler, según recordó Halder posteriormente en sus memorias «Llegó la noticia de que el primer ministro había accedido a mantener nuevas conversaciones con Hitler; por lo tanto suspendí la orden de ejecución porque toda la base para la acción había desaparecido». Con la capitulación de Chamberlain en los llamados acuerdos de Múnich, que cedían la región checoslovaca de los Sudetes a Alemania. Hitler, a quien los conspiradores tenían pensado presentar como un peligro para el país, se transformó, a ojos de su pueblo, en un exitoso hombre de estado. Intentar derrocarlo en estas circunstancias era imposible, por lo que los conspiradores no tuvieron más remedio que esperar a una ocasión más propicia.

## Segunda Guerra Mundial

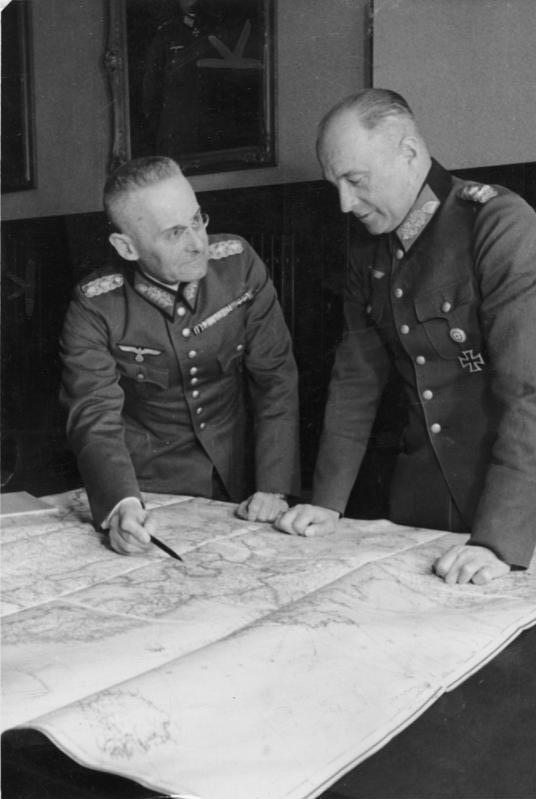
Halder (izquierda) con Walther von Brauchitsch durante la invasión alemana de Polonia en 1939

### Invasión de Polonia y de Francia
Halder participó en la planificación estratégica de la Invasión de Polonia. Sus planes autorizaron a las SS a realizar tareas de seguridad en nombre del ejército que incluían el encarcelamiento o ejecución de ciudadanos polacos, ya fueran judíos o gentiles.El 1 de septiembre de 1939, la ofensiva alemana contra Polonia comenzó, lo que provocó sendas declaraciones de guerra por parte de Francia y el Imperio Británico. El 19 de septiembre anotó en su diario que había recibido información de Reinhard Heydrich. Las SS estaban comenzando su campaña para «limpiar la casa» de judíos, la intelectualidad, el clero católico y la aristocracia en Polonia. Halder estaba al tanto del Holocausto, pero no objetó nada sobre estos asesinatos. Incluso, desestimó los crímenes como aberraciones y rechazó la solicitud de un general de perseguir a los perpetradores de las SS y la policía.
A finales de 1939 supervisó el desarrollo de los planes de invasión de Francia, los Países Bajos y los Balcanes. Durante una reunión con Hitler el 5 de noviembre Walther von Brauchitsch, el comandante en jefe del ejército, intentó convencer a Hitler de que pospusiera la invasión de Francia. Este se negó e incluso reprendió a Brauchitsch por su incompetencia. Como consecuencia, Halder y Brauchitsch discutieron el derrocamiento de Hitler porque temían que la invasión estuviera condenada al fracaso. Aunque, finalmente decidieron no continuar con dicho derrocamiento. El 23 de noviembre de 1939, Carl Friedrich Goerdeler se reunió con Halder para pedirle que reconsiderara su decisión. Se negó, diciendo que Hitler era un gran líder, y «uno no se rebela cuando está cara a cara con el enemigo». La resistencia inicial contra Hitler se debe más a las batallas políticas territoriales que al desacuerdo sobre el racismo y el antisemitismo del régimen nazi.
El audaz plan del general Erich von Manstein para invadir Francia a través del Bosque de las Ardenas resultó en un gran éxito y finalmente condujo a la caída de Francia. El 19 de julio de 1940, Halder fue ascendido a generaloberst (coronel general) y comenzó a recibir pagos extralegales mensuales de Hitler que efectivamente duplicaron su ya de por sí, elevado salario. Dichos sobresueldos ayudaron a asegurar su lealtad a Hitler y redujeron sus reparos por enviar a millones de hombres a la muerte.

### Invasión de la Unión Soviética

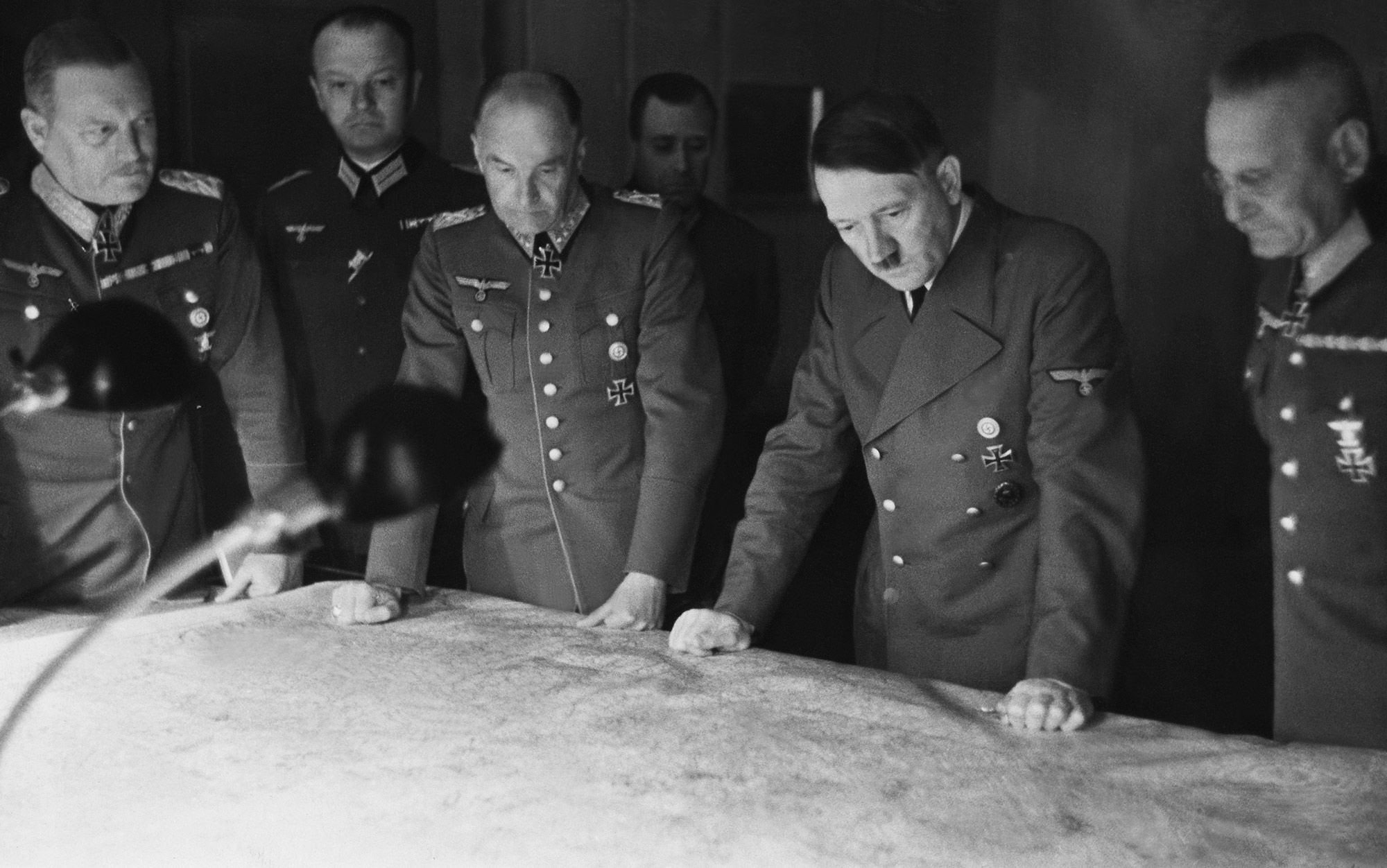
Franz Halder (derecha) junto a Hitler, 1940

El 1 de diciembre de 1940, en una sesión informativa celebrada en el OKH (Estado Mayor General del Ejército) Halder presentó sus planes para la operación Barbarroja, en dicha reunión intentó convencer a Hitler de que el objetivo de la campaña debía ser Moscú, el centro político de la Unión Soviética, el objetivo final consistiría en conquistar el área al oeste de una línea que fuera de Arcángel hasta el río Volga, Hitler no se opuso a estos planes, aunque puso el énfasis en la destrucción del Ejército Rojo antes de que se retirara hacia el este para después ocupar las zonas altamente industrializadas del norte de Rusia y la zona agrícola de Ucrania. Los avances proyectados de los tres grupos de ejército alemanes serían hacia Leningrado (Grupo de Ejércitos Norte), Moscú (Grupo de Ejércitos Centro) y Kiev (Grupo de Ejércitos Sur). Tanto el OKH como Hitler daban por hecho que el poderoso Grupo de Ejércitos Centro, que debía llevar el peso principal de la ofensiva, podía ser desviada al norte o al sur para apoyar el avance de los otros dos grupos de ejército mucho más débiles.
El 30 de marzo de 1941, asistió a la conferencia en la que Hitler explicó la planeada invasión de la Unión Soviética a unos 200 oficiales superiores de la Wehrmacht. Más tarde escribió en su diario, resumiendo los comentarios de Hitler:

Debemos olvidar el concepto de camaradería entre soldados. Un comunista no es un camarada antes o después de la batalla. Esta es una guerra de exterminio [...] Los comandantes deben hacer el sacrificio de superar sus escrúpulos personales.

Franz Halder jugó un papel decisivo en la posterior preparación e implementación de crímenes de guerra durante la invasión de la Unión Soviética. Hizo que su personal redactara tanto la Orden de los Comisarios como el Decreto Barbarroja sin ninguna instrucción previa o interferencia por parte de Hitler. El autor de dichas órdenes fue el general Eugen Müller, quien informó sobre su trabajo directamente a Halder. La Orden de los Comisarios especificaba que todos los comisarios políticos debían ser ejecutados inmediatamente después de que fueran capturados. Halder también insistió en que se incluyera una cláusula al Decreto Barbarroja que otorgara a los oficiales el derecho de arrasar pueblos enteros y ejecutar a sus habitantes. El decreto eximía a los soldados de cualquier forma de enjuiciamiento por crímenes de guerra cometidos en el Este. Dicho decreto, no tenía un objetivo específico: los ciudadanos soviéticos podían ser asesinados en cualquier momento y por cualquier motivo. Hasta entonces únicamente las SS podían matar a ciudadanos sin temor a un procesamiento posterior. Estas órdenes permitieron a los oficiales de todo el ejército asesinar a ciudadanos sin temor a posibles responsabilidades.
El teniente Helmuth Groscurth mostró copias de estas órdenes a dos opositores al régimen nazi el general Ludwig Beck y el diplomático Ulrich von Hassell. «Pone los pelos de punta ―escribió Hassell en su diario― saber las medidas que han de aplicarse en Rusia, y la sistemática transformación de la ley militar concerniente a la población conquistada en un despotismo descontrolado, en verdad una caricatura de toda ley. Este tipo de cosas transforma al alemán en un ser que solo había existido en la propaganda enemiga». Aunque hubo algunos pocos comandantes que se negaron a transmitir estas órdenes entre sus soldados la inmensa mayoría no tuvieron tales escrúpulos, como el comandante del 6.º Ejército, el mariscal Walter von Reichenau o el comandante del 4.º Ejército Panzer, el general Hermann Hoth quien declaró «la aniquilación de esos mismos judíos que apoyan el bolchevismo y su organización para el asesinato, los partisanos, es una medida de autoprotección». El historiador israelí Omer Bartov describió las órdenes como «la barbarización de la guerra».
La ofensiva comenzó el 22 de junio de 1941, inicialmente las fuerzas alemanas encontraron solo una ligera resistencia. Halder escribió descaradamente en su diario el 3 de julio que la guerra ya estaba ganada.Nicolaus von Below informó que esta confianza era ampliamente compartida en el Cuartel General del Führer en el mes de julio. La confianza de Halder se desvaneció completamente a principios de agosto con la llegada de nueva información de inteligencia del departamento de «Ejércitos Extranjeros del Este». Escribió en su diario el 11 de agosto que había subestimado al «coloso ruso». Al comienzo de la campaña, había calculado que el enemigo tenía 200 divisiones, pero luego admitió la existencia de al menos 360. Añadió: «Destruimos una docena de ellos, luego los rusos pusieron otra docena en su lugar». A mediados de agosto, el avance alemán se había estancado. Halder escribió sobre la situación: «Todo lo que se ha logrado hasta ahora es en vano».
Durante el verano de 1941, Hitler y el Estado Mayor del Ejército encabezado por Halder habían participado en una larga y divisoria disputa sobre la estrategia a seguir para derrotar a la Unión Soviética. De hecho, Halder y Brauchitsch se opusieron cuando Hitler decidió debilitar el empuje central (en dirección a Moscú), para fortalecer lo que ellos pensaban que eran operaciones secundarias. El Führer pensaba que una vez en posesión de la riqueza agrícola de Ucrania y los campos petrolíferos del Cáucaso la derrota de la Unión Soviética sería cuestión de semanas. Estos movimientos retrasaron notablemente el avance a Moscú. El 21 de septiembre la batalla de Kiev terminó con una rotunda victoria alemana. El líder nazi la llamó «la batalla más grande en la historia universal», mientras que para Halder fueː «el error estratégico más grande de la campaña en el este», al igual que Guderian creía que todas las fuerzas deberían haberse concentrado en el avance hacia Moscú.
Cuando durante el verano disminuyó el caos en el bando soviético, la resistencia aumentó considerablemente. El general Halder, quien al principio de la invasión creía que tenía la victoria al alcance de la mano, ahora se sentía menos seguro. En una entrada de su diario del 11 de agosto, escribió:

La situación general hace cada vez más evidente que hemos subestimado al coloso ruso sic [...] las divisiones [soviéticas] no están armadas ni equipadas de acuerdo con nuestros estándares, y su liderazgo táctico es a menudo pobre. Pero ahí están, y si aplastamos a una docena de ellas los rusos se limitan a alinear otras doce [...] Ellos se encuentran cerca de sus propios recursos, mientras que nosotros nos alejamos cada vez más de los nuestros. Y de esta forma nuestras tropas, desparramadas por una inmensa línea de frente, sin ninguna profundidad, están expuestas a los incesantes ataques del enemigo.

A mediados de septiembre, estaba claro que la operación Barbarroja había fracasado en su objetivo prioritario de vencer rápidamente a la Unión Soviética.

### Batalla de Moscú
La operación Tifón, la ofensiva alemana contra Moscú, comenzó el 2 de octubre de 1941. A principios de octubre, las fuerzas alemanas rodearon la mayor parte de los ejércitos soviéticos que defendían la capital soviética en las bolsas de Viazma y de Briansk. Halder fue el encargado de establecer la estrategia general para esta operación, estrategia que fue posteriormente respaldada por Hitler. La operación Tifón tenía el mismo defecto básico que la operación Barbarroja; los oficiales en la línea del frente no pudieron modificar los objetivos establecidos por Halder incluso cuando esos objetivos se demostraron inalcanzables.
El Decreto Barbarroja y la Orden de los Comisarios se convirtieron en un aspecto fundamental de la batalla por Moscú. Para entonces, miles de civiles soviéticos y prisioneros indefensos en la Rusia ya ocupada estaban siendo asesinados todos los días. Los asesinatos no tenían precedentes en la era moderna y radicalizaron la defensa de Moscú. El 5 de diciembre terminó la operación Tifón. Halder escribió en su diario que no había más fuerzas y podría ser necesario una retirada. La retirada, cuando llegó, fue dictada por el Ejército Rojo, no por el Alto Mando alemán. La crisis en el campo de batalla llevó a Hitler a destituir a Walther von Brauchitsch y asumir personalmente el mando del Oberkommando des Heeres o OKH (Alto Mando del Ejército).
Halder presionó con vehemencia por un asalto relámpago contra Moscú y creía que si se podía tomar la capital soviética, se ganaría la guerra. Sin embargo, no entendía los principales fundamentales de la guerra relámpago y la imposibilidad de llevar a cabo una guerra de tales características en la vasta extensión de la Unión Soviética. Incluso si Moscú hubiera caído, Stalin hubiera movido su base de operaciones más al este y la guerra habría continuado.
A este respecto el historiador David Stahel escribió: «La Unión Soviética era nada menos que un monstruo militarizado y, aunque profundamente herida en la campaña de Alemania de 1941, no hay evidencia alguna que sugiera que estuviera a punto de colapsar política o militarmente». La responsabilidad del fracaso recayó en Halder, Hitler y Fedor von Bock. La guerra en la Unión Soviética y el invierno que siguió fue uno de los peores capítulos en la historia del ejército alemán: hubo más de un millón de bajas.

### Operación Azul

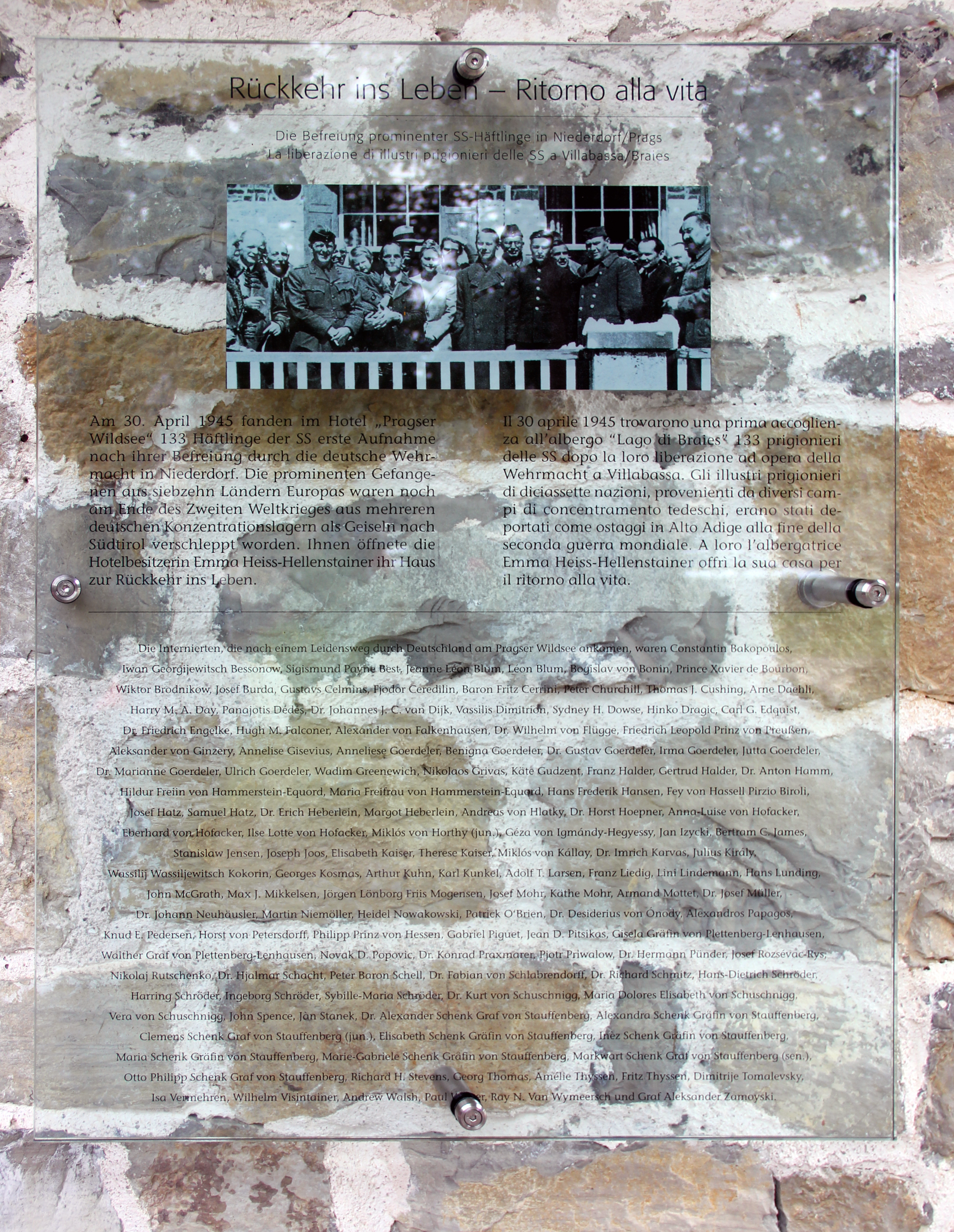
Placa conmemorativa en el hotel "Pragser Wildsee" por la liberación de los prisioneros de las SS, entre los que se encontraba Franz Halder, en mayo de 1945

El 29 de junio de 1942, Halder, apareció en la portada de la revista estadounidense Time.
En la primavera de 1942, Halder, junto con el alto mando alemán, comenzó a planificar una nueva ofensiva ambiciosa en la Unión Soviética. Esto fue a pesar de las grandes pérdidas que había sufrido la Wehrmacht en 1941. Bajo el nombre en clave «Fall Blau», el plan preveía una ofensiva contra el sector sur del frente. El objetivo era capturar los campos petrolíferos soviéticos en el Cáucaso. El 28 de marzo, viajó a Rastenburg para presentar los planes exigidos por Hitler para la conquista del Cáucaso y el sur de Rusia hasta el Volga. La directiva para la ofensiva fue emitida por Hitler el 5 de abril de 1942 y establecía una compleja secuencia de operaciones escalonadas que traerían «la victoria final en el Este». La ofensiva comenzó el 28 de junio de 1942 y al principio pareció ir según lo previsto; Friedrich Paulus atravesó una posición defensiva tras otra con relativa facilidad y Fedor von Bock escribió: «No quedaba nada: el enemigo no ha logrado organizar una nueva defensa en ninguna parte».
El ejército soviético había adoptado una nueva estrategia conocida como «defensa elástica» que era muy poco característica de enfrentamientos anteriores y dejó al ejército alemán acercándose a un enemigo que ya se había ido. Se produjo una enorme confusión que llevó al fracaso de la campaña. El día 13 de julio, Hitler relevó a Bock como comandante del Grupo de Ejércitos B por el retraso que había causado la dura resistencia soviética durante la batalla de Vorónezh y por una discusión sobre la mejor forma de cercar el Frente Suroeste soviético, fue reemplazado por Maximillian von Weichs. A partir de ese momento la relación entre Hitler y Halder se volvió más y más tensa. Las anotaciones en su diario se volvieron cada vez más sarcásticas y Hitler se burló de él. En una ocasión, dijo que Halder había pasado toda la Primera Guerra Mundial en una oficina «sentado en el mismo taburete giratorio».
La frustración de Hitler por la falta de resultados en el Cáucaso y Stalingrado llegó al máximo el 24 de septiembre, cuando relevó a Halder como jefe de Estado Mayor del OKH y lo retiró a la Führerreserve. A Halder lo había exasperado lo que llamaba la «intromisión obsesiva y errática de un bisoño», mientras que Hitler veía en cualquier crítica de su dirección de la guerra el «resentimiento de generales reaccionarios que no compartían su voluntad de victoria». Halder escribió en su diario que la principal preocupación de Hitler era la «necesidad de adoctrinar al Estado Mayor General en una creencia fanática en la Idea». Fue sustituido al frente del OKH por el general Kurt Zeitzler quien se mantendría en dicho cargo hasta el 1 de julio de 1944.

### Prisión
El 23 de julio de 1944, tras el fallido atentado del 20 de julio contra Hitler por parte de varios oficiales descontentos del ejército alemán, la Gestapo arrestó a Halder. Aunque no había participado directamente en la conspiración, los intensos interrogatorios de los conspiradores revelaron que Halder había estado involucrado en conspiraciones anteriores contra Hitler. Por lo tanto fue encarcelado en los campos de concentración de Flossenbürg y Dachau. La esposa de Halder, Gertrud, eligió y se le permitió acompañar a su esposo al encarcelamiento. No tuvo quejas sobre los cuartos o provisiones y no fue mal tratado. Estaba en una compañía «especial» que incluía a otros prisioneros importantes como el ex primer ministro francés Léon Blum y al excanciller austriaco Kurt Schuschnigg. El 31 de enero de 1945, fue oficialmente destituido del ejército. En los últimos días de abril de 1945, junto con otros prisioneros «especiales», fue trasladado al Tirol del Sur donde fue finalmente liberado por las tropas estadounidenses, el 5 de mayo de 1945.

### Antisemitismo
Antes de la invasión alemana de la Unión Soviética, tres millones de soldados alemanes destinados al frente recibieron una orden en clave. Se tituló «Directrices para la conducta de las tropas en Rusia». Halder determinó el tono y el lenguaje de dicha orden. Describió al bolchevismo como el «enemigo mortal del pueblo nacionalsocialista alemán» e instó a las fuerzas alemanas a «tomar medidas enérgicas» y «eliminar toda resistencia». Los judíos fueron mencionados en la orden y se pretendía que fueran parte de la «eliminación». En abril de 1941, Halder redactó una orden para la policía de seguridad y el Servicio de Seguridad (Sicherheitsdienst o SS) durante la Operación Marita. La orden definía al enemigo como saboteadores, terroristas, comunistas y judíos. Las «órdenes criminales» redactadas por Halder documentan su solidaridad con las políticas antisemitas y racistas de Hitler. Varios de sus comandantes, incluidos Erich Hoepner, Erich von Manstein y Walter von Reichenau, dieron discursos y órdenes antisemitas similares.

## Posguerra

### Investigación criminal

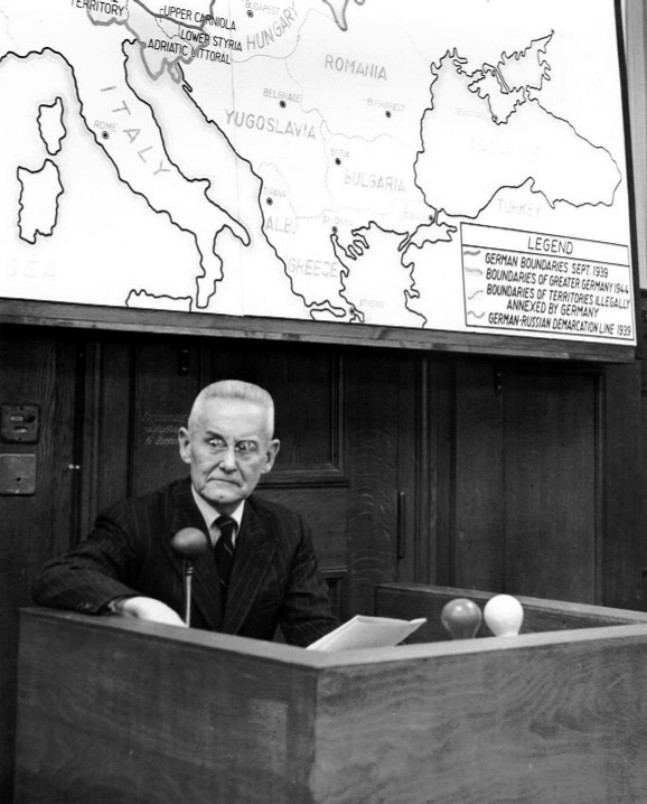
El Generaloberst Franz Halder en 1948 testificando en el «Juicio del Alto Mando»

El 5 de mayo de 1945 fue arrestado por las tropas estadounidenses e internado en espera de juicio o de una posible liberación. Se sintió aliviado de no formar parte de los juicios de Núremberg; sin embargo, fue juzgado por un tribunal alemán acusado de ayudar al régimen nazi. Halder negó tener conocimiento de las atrocidades del régimen y afirmó estar fuera del proceso de toma de decisiones; fue declarado inocente.
Durante el juicio, el fiscal tuvo acceso al diario personal de Halder en el que se detallaba su participación en la redacción de las órdenes criminales del Decreto Barbarroja y la Orden de los Comisarios, por lo que posteriormente fue nuevamente procesado. En ese momento, trabajaba para el Centro de Historia Militar del Ejército de los Estados Unidos proporcionando información de inteligencia sobre la Unión Soviética, y los estadounidenses se negaron a entregarlo para ser nuevamente juzgado, por lo que el juicio se canceló en septiembre de 1950.

### Mito de la Wehrmacht inocente
Franz Halder jugó un papel clave en la creación del mito de la Wehrmacht inocente. Dicho mito se refiere a una visión falsa y mitificada de la guerra nazi-soviética en la que el ejército alemán libró una «guerra noble». Niega la existencia de crímenes de guerra alemanes o los ignora. La génesis del mito fue el «Memorando de los generales» creado en noviembre de 1945 y presentado al Tribunal Militar Internacional de Núremberg. El memorando se tituló «El ejército alemán de 1920 a 1945». Halder y los ex mariscales de campo Walter von Brauchitsch y Erich von Manstein y otras destacadas figuras militares de alto nivel fueron coautores de dicho memorando. Su objetivo primordial era presentar a las fuerzas armadas alemanas como apolíticas y en gran parte inocentes de los crímenes cometidos por el régimen nazi. La estrategia esbozada en el memorando fue adoptada más tarde por Hans Laternser, el abogado principal de la defensa en el Juicio del Alto Mando de los altos comandantes de la Wehrmacht. El documento fue escrito por sugerencia del general estadounidense William J. Donovan, quien más tarde fundó la CIA, y veía a la Unión Soviética como una amenaza global para la paz mundial. Donovan ejerció como fiscal adjunto en el Tribunal Militar Internacional; él y otros representantes estadounidenses no creían que los juicios debían continuar. Creía que Estados Unidos debería hacer todo lo posible para asegurar a Alemania como un aliado militar contra la Unión Soviética en la creciente Guerra Fría.
A medida que avanzaba la Guerra Fría, la inteligencia militar proporcionada por la sección alemana de la División Histórica del Ejército de EE. UU. Se volvió cada vez más importante para los estadounidenses. Halder supervisó la sección alemana del programa de investigación que se conoció como el «Grupo Halder». Su grupo supervisó más de 2500 manuscritos históricos importantes de más de 700 autores alemanes distintos que detallan la Segunda Guerra Mundial. Halder usó el grupo para reinventar la historia de tiempos de guerra usando la verdad, medias verdades, la distorsión y la simple mentira. Creó un «grupo de control» de ex oficiales nazis de confianza que examinaron todos los manuscritos y, si era necesario, exigieron a los autores que cambiaran su contenido. El adjunto de Halder en el grupo era Adolf Heusinger quien también trabajaba para la Organización Gehlen, la organización de inteligencia militar de los Estados Unidos en Alemania. Halder esperaba que los equipos de redacción se dirigieran a él como su «general» y se comportaba como si fuera su oficial al mando mientras se ocupaba de sus manuscritos. Su objetivo era exonerar al personal del ejército alemán de las atrocidades que habían cometido.
Halder estableció una versión de la historia que todos los escritores tenían que cumplir. Esta versión afirmaba que el ejército era víctima de Hitler y que se habían opuesto a él en todo momento. Los escritores tuvieron que enfatizar la forma «decente» de guerra llevada a cabo por el ejército y culpar a las SS de las operaciones criminales. Gozaba de una posición privilegiada, ya que los pocos historiadores que trabajaban en la historia de la Segunda Guerra Mundial en la década de 1950 tenían que obtener información histórica de Halder y su grupo. Su influencia se extendía a los editores y autores de periódicos. Sus instrucciones eran enviadas por la cadena de mando y fueron registradas por el ex mariscal de campo Georg von Küchler. Dijeron: «Son los hechos alemanes, vistos desde el punto de vista alemán, los que deben registrarse; esto constituirá un monumento a nuestras tropas», «no se permite ninguna crítica de las medidas ordenadas por el Alto Mando» y «nadie debe ser incriminado de ninguna manera», «en cambio, los logros de la Wehrmacht debían ser enfatizados». El historiador militar Bernd Wegner, después de examinar el trabajo de Halder, escribió: «La escritura de la historia alemana en la Segunda Guerra Mundial, y en particular en el frente ruso, fue durante más de dos décadas, y en parte hasta el día de hoy, y en una medida mucho mayor de lo que la mayoría de la gente cree, el trabajo de los derrotados».Wolfram Wette escribió: «En el trabajo de la División Histórica se cubrieron las huellas de la guerra de aniquilación de la que era responsable el liderazgo de la Wehrmacht».
Halder buscó distanciar tanto a sí mismo como al ejército alemán de Hitler, el nazismo y los crímenes de guerra. Afirmó haber estado en contra de la campaña rusa y que había advertido a Hitler contra su «aventura en el Este». Omitió cualquier mención del Decreto Barbarroja que había ayudó a formular o de la Orden de los Comisarios que había apoyado y difundido. También afirmó de manera completamente inverosímil que la invasión de la Unión Soviética fue una medida defensiva.
Los estadounidenses sabían que los manuscritos estaban plagados de numerosos casos de apología. Sin embargo, también contenían información de inteligencia que consideraban importante en caso de una guerra entre Estados Unidos y la Unión Soviética. Halder había entrenado a los ex oficiales nazis bajo su mando sobre cómo hacer desaparecer la evidencia incriminatoria. Muchos de los oficiales a los que entrenó, como Heinz Guderian, escribieron biografías de gran éxito que ampliaron el atractivo de la disculpa. Halder logró su objetivo de rehabilitar el cuerpo de oficiales alemanes, primero con el ejército estadounidense, luego ampliando los círculos políticos y finalmente a millones de estadounidenses.
En 1949, escribió Hitler als Feldherr, que se tradujo al inglés como Hitler as Commander y se publicó en 1950. La obra contiene las ideas fundamentales detrás del mito de la Wehrmacht Inocente que posteriormente fueron reproducidas en innumerables historias y libros de memorias. El libro describe a un comandante idealizado que luego se compara con Hitler. El comandante es noble, sabio, está en contra de la guerra en Oriente y libre de toda culpa. Hitler es el único responsable del mal cometido; su completa inmoralidad contrasta con el comportamiento moral del comandante que no ha hecho nada malo.
La creación de mitos de Halder no se concentró únicamente en absolverse a sí mismo y al ejército alemán de los crímenes de guerra cometidos en el este; también creó otros dos mitos estratégicos y operativos. El primero es que Hitler fue el único responsable de los errores militares durante la invasión de la Unión Soviética. El segundo mito es que la campaña relámpago que él defendió con tanta firmeza habría resultado en la captura de Moscú y en la victoria final de la Alemania nazi. Los historiadores Ronald Smelser y Edward J. Davies escribieron en su libro de 2008 The Myth of the Eastern Front: the Nazi-Soviet war in American popular culture que «Franz Halder encarna mejor que cualquier otro alto oficial alemán la diferencia dramática entre el mito y la realidad tal como surgió después de la Segunda Guerra Mundial».

### Jubilación
El trabajo de Halder con la Comisión Histórica llegó a su fin a finales de la década de 1950 y recibió elogios del Pentágono. El contralmirante Walter Ansel, que había trabajado con Halder mientras investigaba la Operación León Marino, la planeada invasión de Inglaterra durante la Segunda Guerra Mundial, recomendó que se convirtiera en socio del Instituto Naval de los Estados Unidos. En 1961 fue galardonado con el Premio al Servicio Civil Meritorio por este trabajo. Este premio fue otorgado por el mayor general Edgar C. Doleman en nombre del presidente John F. Kennedy. Halder se convirtió así en el único alemán condecorado tanto por Adolf Hitler como por un presidente estadounidense (había recibido la Cruz de Caballero de la Cruz de Hierro de manos de Hitler en 1939).
Durante la década de 1960, se convirtió en una especie de «icono histórico», que respondía preguntas de historiadores y del público en general. Murió en 1972 en Aschau im Chiemgau, Baviera. Los elogios que recibió contrastaron con la realidad de su carrera militar real, en particular, las atrocidades cometidas en el frente oriental.

## Condecoraciones
- Cruz de Hierro de 1.er grado (1914)[1]
- Cruz de Caballero de la Cruz de Hierro el 27 de octubre de 1939 como General der Artillerie y Jefe del Estado Mayor General del Ejército alemán[84]
- Premio al Servicio Civil Meritorio (Estados Unidos, 1961)[86]